# Malotaraniwka
Malotaraniwka (ukrainisch Малотаранівка; russisch Малотарановка Malotaranowka) ist eine Siedlung städtischen Typs in der Oblast Donezk im Osten der Ukraine mit etwa 3700 Einwohnern (2019).
Malotaraniwka besitzt seit 1962 den Status einer Siedlung städtischen Typs.
Die Siedlung im Norden der Oblast Donezk hat eine Bahnstation an der Bahnstrecke Kramatorsk-Kostjantyniwka und liegt am Ufer des Kasennyj Torez zwischen Krasnotorka im Norden und Druschkiwka im Süden.
Am 12. Juni 2020 wurde die Siedlung ein Teil neugegründeten Stadtgemeinde Kramatorsk, bis dahin war sie Teil der Siedlungsratsgemeinde Krasnotorka als Teil der Stadtratsgemeinde von Kramatorsk.
Am 17. Juli 2020 wurde der Ort ein Teil des Rajons Kramatorsk.